# 168 Sibylla
Sibylla /sɪˈbɪlə/ (định danh hành tinh vi hình: 168 Sibylla) là một tiểu hành tinh lớn ở vành đai chính. Nó rất tối và có thành phần cấu tạo bằng cacbonat nguyên thủy.
Ngày 28 tháng 9 năm 1876, nhà thiên văn học người Mỹ gốc Canada James C. Watson phát hiện tiểu hành tinh Sibylla khi ông thực hiện quan sát tại Đài quan sát Detroit.